# Ted a spol.
Ted a spol. (v anglickém originále Better Off Ted) je americký komediální televizní seriál s prvky sci-fi. Jeho premiéra v USA proběhla 18. března 2009 na stanici ABC, poslední díl byl odvysílán 26. ledna 2010. V České republice jej uvedla do vysílání televizní stanice Prima Cool.

## Synopse
Děj se většinou odehrává v okolí firmy Veridian Dynamics, která vyrábí často nesmyslné, až absurdní produkty. V první sérii je na začátku většiny dílů upoutávka, která zmíněnou firmu vychvaluje, popřípadě něco zdůvodňuje, v dalších dílech byla tato upoutávka přesunuta dále do děje.

## Hlavní postavy
- Ted Crisp (Jay Harrington) – Ted je titulní charakter a vypravěč děje. Popisuje svoje pocity, potřeby a postřehy ze svého okolí. Často musí řešit zvláštní problémy. Má malou dcerku Rose.
- Veronica Palmer (Portia de Rossi) – Tedova svérázná šéfka, vypadá extravagantní. Přichází za Tedem se svými zvláštními nápady, mnohdy zdánlivě neproveditelnými. Co má ona, nesmí mít ostatní (například Lindě ukradla její původní účes). Bojuje se svým otcem, jejich firmy si navzájem kradou nápady.
- Linda Zwordling (Andrea Anders) – Linda je Tedová podřízená. Pracuje v malém kancelářském boxu, ale touží po něčem větším. Společně s Tedem řeší problémy a Veroničiny rozmary.
- Dr. Phil Myman a Dr. Lem Hewitt (Jonathan Slavin a Malcolm Barrett) – Vědci pracující na vynálezech a zároveň velcí přátelé. Lemovy brýle jsou ve skutečnosti čiré sklo.